# Ecpyrrhorrhoe ruidispinalis
Ecpyrrhorrhoe ruidispinalis is een vlinder uit de familie grasmotten (Crambidae). De wetenschappelijke naam van de soort is voor het eerst geldig gepubliceerd in 2004 door Dan-Dan Zhang, Hou-Hun Li & Shu-xia Wang.

## Type
- holotype: "male. 3.IV.2002. Coll. S.L. Hao & H.J. Xue. genitalia slide ZDD02357"
- instituut: DBNK, Tianjin, China
- typelocatie: "China, Guangxi, Shangsi, 22.09°N, 107.58°N, 770 m"